# 루브 월버그
조지 엘빈 월버그(영어: George Elvin Walberg, 1896년 7월 27일~1978년 10월 27일)는 미국의 프로 야구 선수이다. 1923년부터 1937년까지 메이저 리그 베이스볼(MLB)에서 좌완 투수로 활약하였으며, 1929년부터 1931년까지의 3년 연속 아메리칸 리그(AL) 우승과 1929년과 1930년의 월드 시리즈 우승을 거머쥔 필라델피아 애슬레틱스 왕조의 일원이었다. 그 외에도 뉴욕 자이언츠와 보스턴 레드삭스에서도 선수 생활을 했다.